# پیمان یزدانیان
پیمان یزدانیان (زادهٔ ۱۳۴۷ در تهران) آهنگساز و نوازنده پیانو و سازنده موسیقی متن فیلم است.

## زندگی
پیمان یزدانیان در سال ۱۳۴۷ در تهران متولد شد. او فراگیری پیانو را از ۶ سالگی آغاز کرد و پس از فارغ‌التحصیلی از دانشگاه صنعتی شریف در رشته مهندسی صنایع، فعالیت در زمینه موسیقی را به‌طور جدی ادامه داد. وی در سال ۱۳۷۷ موفق به کسب رتبه نخست در کنکور موزیکال فرانسه در رشته نوازندگی پیانو شد.

## فعالیت هنری
- ساخت موسیقی متن فیلم‌های سینمایی و همکاری با کارگردانهای شهیر سینمای ایران از جمله فرج الله سلحشور(فیلم یوسف پیامبر) مسعود کیمیایی، عباس کیارستمی، اصغر فرهادی و کمال تبریزی
- عضو کانون آهنگسازان سینمای ایران.[۱]
- عضو هیئت داوران جشن سینمای ایران.[۲]
- سازنده موسیقی متن فیلم کوتاه تولد نور ساخته عباس کیارستمی برای افتتاحیه جشنواره فیلم لوکارنو سویس.
- انتشار آلبوم‌های موسیقی توسط نشر هرمس
- ساخت موسیقی متن فیلمهای خارجی «تب بهاری» (لو یه) «عمارت تابستانی» (لو یه) «فصل ممنوعه» (فریبرز کامکاری) و «کوه بودا» (لی یو)
- اجرای کنسرت مشترک در سال ۱۳۹۳ با نوازندهٔ کمانچه حسام اینانلو به نام «رام»، شامل بداهه نوازی برای سازهای پیانو و کمانچه در تالار وحدت تهران.[۳]

## جایزه‌ها
| سال  | جایزه                                                                   | نام اثر                         | نتیجه    |
| ---- | ----------------------------------------------------------------------- | ------------------------------- | -------- |
| ۱۳۹۸ | تندیس زرین بهترین موسیقی متن از بیست و یکمین دوره جشن بزرگ سینمای ایران | متری شیش و نیم                  | نامزدشده |
| ۱۳۹۷ | سیمرغ بلورین بهترین موسیقی متن از سی و هفتمین دوره جشنواره فیلم فجر     | بنفشه آفریقایی و متری شیش و نیم | نامزدشده |
| ۱۳۹۷ | تندیس زرین بهترین موسیقی متن از بیستمین دوره جشن بزرگ سینمای ایران      | خوک                             | پیروز    |
| ۲۰۱۸ | جایزه بهترین موسیقی متن از هفتمین دورهٔ جشنوارهٔ فیلم مالمو در سوئد       | تنها مردان به گورستان می‌روند    | پیروز    |
| ۱۳۹۵ | سیمرغ بلورین بهترین موسیقی متن از سی و پنجمین دوره جشنواره فیلم فجر     | بدون تاریخ، بدون امضاء          | نامزدشده |
| ۱۳۹۴ | سیمرغ بلورین بهترین موسیقی متن از سی و چهارمین دوره جشنواره فیلم فجر    | به دنیا آمدن                    | نامزدشده |
| ۱۳۹۳ | تندیس زرین بهترین موسیقی متن از شانزدهمین دورهٔ جشن سینمای ایران         | طبقه هساث                       | نامزدشده |
| ۱۳۹۳ | تندیس بهترین موسیقی متن از چهاردهمین دوره جشن حافظ                      | جیب بر خیابان جنوبی             | پیروز    |
| ۱۳۹۲ | سیمرغ بلورین بهترین موسیقی متن از سی و دومین دوره جشنواره فیلم فجر      | طبقه هساث                       | نامزدشده |
| ۱۳۹۲ | تندیس بهترین موسیقی متن از هفتمین دوره جشن منتقدان و نویسندگان سینما    | جیب بر خیابان جنوبی             | نامزدشده |
| ۲۰۱۰ | اسب طلای بهترین موسیقی متن از جشنواره ملی فیلم تایوان                   | تب بهار                         | پیروز    |
| ۱۳۹۱ | تندیس بهترین موسیقی متن از ششمین دوره جشن منتقدان و نویسندگان سینما     | خرس                             | نامزدشده |
| ۱۳۸۶ | تندیس زرین بهترین موسیقی متن از یازدهمین دورهٔ جشن سینمای ایران          | پاداش سکوت                      | نامزدشده |
| ۱۳۸۶ | تندیس بهترین موسیقی متن از دهمین دوره جشن حافظ                          | جایی در دوردست                  | نامزدشده |
| ۱۳۸۵ | تندیس بهترین موسیقی متن از نهمین دوره جشن حافظ                          | چهارشنبه سوری                   | نامزدشده |
| ۱۳۸۳ | تندیس بهترین موسیقی متن از هشتمین دوره جشن حافظ                         | مزرعه پدری                      | نامزدشده |
| ۱۳۸۳ | سیمرغ بلورین بهترین موسیقی متن از بیست و سومین دوره جشنواره فیلم فجر    | کافه ترانزیت و یک تکه نان       | نامزدشده |
| ۱۳۸۲ | تندیس بهترین موسیقی متن از هفتمین دوره جشن حافظ                         | شبهای روشن و فرش باد            | نامزدشده |
| ۱۳۸۲ | سیمرغ بلورین بهترین موسیقی متن از بیست و دومین دوره جشنواره فیلم فجر    | رسم عاشق‌کشی و مزرعه پدری        | نامزدشده |
| ۱۳۷۹ | سیمرغ بلورین بهترین موسیقی متن از نوزدهمین دوره جشنواره فیلم فجر        | از کنار هم می‌گذریم              | نامزدشده |

## آثار

### آلبوم
- آلبوم «برداشت» (موسیقی فیلم) ۱۳۸۰.[۱۳]
- آلبوم «برداشت دوم» (موسیقی فیلم) ۱۳۸۳
- آلبوم «گذر» (موسیقی فیلم) ۱۳۸۵
- آلبوم «همراه با باد» (موسیقی فیلم) ۱۳۸۷
- آلبوم «سوئیت‌ها» (پنج سوئیت برای پیانو) ۱۳۸۸
- آلبوم «از انعکاس شهرهای دور» (موسیقی فیلم) ۱۳۹۱
- آلبوم «رام» (بداهه نوازی پیانو و کمانچه) ۱۳۹۴

### فیلم سینمایی
| سال  | عنوان                  | کارگردان        |
| ---- | ---------------------- | --------------- |
| ۱۳۷۵ | لاک پشت                | علی شاه‌حاتمی    |
| ۱۳۷۸ | باد ما را خواهد برد    | عباس کیارستمی   |
| ۱۳۷۸ | بیگانگان               | رامین بحرانی    |
| ۱۳۷۹ | آب و آتش               | فریدون جیرانی   |
| ۱۳۷۹ | از کنار هم می‌گذریم     | ایرج کریمی      |
| ۱۳۸۰ | ایستگاه متروک          | علیرضا رئیسیان  |
| ۱۳۸۰ | پرنده‌باز کوچک          | رهبر قنبری      |
| ۱۳۸۱ | شب‌های روشن             | فرزاد مؤتمن     |
| ۱۳۸۱ | فرش باد                | کمال تبریزی     |
| ۱۳۸۱ | گاهی به آسمان نگاه کن  | کمال تبریزی     |
| ۱۳۸۱ | رسم عاشق‌کشی            | خسرو معصومی     |
| ۱۳۸۲ | سربازهای جمعه          | مسعود کیمیایی   |
| ۱۳۸۲ | طلای سرخ               | جعفر پناهی      |
| ۱۳۸۳ | یک تکه نان             | کمال تبریزی     |
| ۱۳۸۳ | مزرعه پدری             | رسول ملاقلی‌پور  |
| ۱۳۸۴ | چهارشنبه‌سوری           | اصغر فرهادی     |
| ۱۳۸۴ | جایی در دوردست         | خسرو معصومی     |
| ۱۳۸۴ | کارگران مشغول کارند    | مانی حقیقی      |
| ۱۳۸۵ | پاداش سکوت             | مازیار میری     |
| ۱۳۸۵ | چند روز بعد            | نیکی کریمی      |
| ۱۳۸۷ | کیمیا و خاک            | عباس رافعی      |
| ۱۳۸۸ | سیمای زنی در دوردست    | علی مصفا        |
| ۱۳۹۰ | جیب بر خیابان جنوبی    | سیاوش اسعدی     |
| ۱۳۹۰ | خرس                    | خسرو معصومی     |
| ۱۳۹۲ | فصل فراموشی فریبا      | عباس رافعی      |
| ۱۳۹۲ | طبقه هساث              | کمال تبریزی     |
| ۱۳۹۴ | به دنیا آمدن           | محسن عبدالوهاب  |
| ۱۳۹۵ | سارا و آیدا            | مازیار میری     |
| ۱۳۹۵ | لِرد                    | محمد رسول‌اف     |
| ۱۳۹۵ | بدون تاریخ، بدون امضاء | وحید جلیلوند    |
| ۱۳۹۵ | حکایت دریا             | بهمن فرمان‌آرا   |
| ۱۳۹۶ | خوک                    | مانی حقیقی      |
| ۱۳۹۶ | بنفشه آفریقایی         | مونا زندی حقیقی |
| ۱۳۹۷ | ماهی و برکه            | علی براتی       |
| ۱۳۹۷ | متری شیش و نیم         | سعید روستایی    |
| ۱۳۹۷ | هزارتو                 | امیرحسین ترابی  |
| ۱۳۹۸ | خط فرضی                | فرنوش صمدی      |
| ۱۴۰۰ | جاده خاکی              | پناه پناهی      |

### سریال تلویزیونی
| سال  | نام اثر     | کارگردان       | نوع اثر         |
| ---- | ----------- | -------------- | --------------- |
| ۱۳۹۹ | بوم و بانو  | سعید سلطانی    | سریال تلویزیونی |
| ۱۳۸۷ | یوسف پیامبر | فرج اله سلحشور | سریال تلویزیونی |

### نمایش خانگی
| سال  | نام اثر                  | کارگردان | نوع اثر     |
| ---- | ------------------------ | -------- | ----------- |
| ۱۴۰۲ | مگه تموم عمر چندتا بهاره | سروش صحت | نمایش خانگی |

### دیگر پروژه‌ها
| سال  | نام اثر      | کارگردان          | نوع اثر    |
| ---- | ------------ | ----------------- | ---------- |
| ۱۳۹۵ | شاعران زندگی | شیرین برق نورد    | مستند      |
| ۱۳۹۲ | مادرانه      | وحید نیکخواه آزاد | فیلم کوتاه |